# 스페인 U-16 축구 국가대표팀
스페인 U-16 축구 국가대표팀(스페인어: Selección de fútbol sub-16 de España)은 해당 연령대의 국제 축구에서 스페인을 대표하는 축구 국가대표팀이며, 스페인 축구 관리 기관인 스페인 왕립 축구 연맹의 관리를 받는다.

## 역대 감독
| 감독                 | 임기        |
| -------------------- | ----------- |
| 헤수스 마리아 페레다 | 1980        |
| 헤수스 마리아 페레다 | 1987 ~ 1988 |
| 아이토르 카랑카      | 2008 ~ 2010 |
| 알베르트 셀라데스    | 2013 ~ 2014 |

## 같이 보기

### 남자
- 스페인 축구 국가대표팀
- 스페인 U-23 축구 국가대표팀
- 스페인 U-21 축구 국가대표팀
- 스페인 U-20 축구 국가대표팀
- 스페인 U-19 축구 국가대표팀
- 스페인 U-18 축구 국가대표팀
- 스페인 U-17 축구 국가대표팀
- 스페인 U-16 축구 국가대표팀
- 스페인 U-15 축구 국가대표팀

### 여자
- 스페인 여자 축구 국가대표팀
- 스페인 여자 U-23 축구 국가대표팀
- 스페인 여자 U-20 축구 국가대표팀
- 스페인 여자 U-19 축구 국가대표팀
- 스페인 여자 U-17 축구 국가대표팀